# غریبه (مجموعه تلویزیونی ۱۴۰۳)
غریبه مجموعه تلویزیونی ایرانی به کارگردانی سروش محمدزاده است. این مجموعه تلویزیونی برای اولین بار در مرداد ۱۴۰۳ از شبکه سه پخش شد.

## خلاصه داستان
نخبه داروسازی به نام امیرعلی، در آستانه ازدواج مجدد بر اساس شواهدی ناگهان حس می‌کند همسر اولش که سه سال پیش در رودخانه غرق شده، زنده است. امیرعلی در جستجوی این راز با داستان‌های تودرتویی مواجه می‌شود.

## بازیگران و شخصیت‌ها
| بازیگر          | نقش                                             | توضیح                                       |
| --------------- | ----------------------------------------------- | ------------------------------------------- |
| پژمان بازغی     | سینا شاهمیری                                    | مامور امنیتی،پسر آنا،نامزد راحله،نقش اصلی   |
| حمید گودرزی     | امیر علی سماوات                                 | نقش اصلی                                    |
| محیا دهقانی     | راحله سعادت                                     | نامزد سینا                                  |
| مهشید جوادی     | ارغوان سماواتی                                  | دختر عمو و نامزد امیرعلی                    |
| بهار قاسمی      | مژگان صولتی                                     | دوست تلما                                   |
| گلنوش قهرمانی   | تلما حدادی                                      | همسر اول امیرعلی                            |
| رویا جاویدنیا   | فرزانه انتظامی / مرجان خان‌بابایی / ناهید مهرآذر | خواهر بهرام / رئیس باغ بهشت / همسر دوم کاوه |
| اسماعیل محرابی  | بهرام انتظامی (ضیایی)                           | برادر فرزانه، تاجر دارو                     |
| رضا فیاضی       | محمدحسین سماواتی                                | عموی امیرعلی ، پدر ارغوان                   |
| مریم کاظمی      | مادر ارغوان                                     | مادر ارغوان                                 |
| هلن نقی‌لو       | زویا شاهمیری                                    | خواهر ناتنی سینا                            |
| محمد صدیقی‌مهر   | حق شناس                                         | مافوق سینا                                  |
| پوراندخت مهیمن  | آنا شاهمیری                                     | همسر اول کاوه، مادر ناتنی سینا              |
| حمیدرضا هدایتی  | جمال سماواتی                                    | پدر امیرعلی                                 |
| مجید پتکی       | حامد آهنگری                                     | پدر واقعی سینا                              |
| محمدرضا صولتی   | امیر صفری                                       | نوچه مرجان                                  |
| پیام اینالویی   | پژمان                                           | همسر مژگان                                  |
| مهری آل آقا     | مادر                                            | مادر راحله                                  |
| مهوش وقاری      | مادر                                            | مادر امیرعلی                                |
| کبری گودرزی     | مادر                                            | مادر مژگان                                  |
| عاطفه محرابی    | پروانه                                          | دوست مژگان                                  |
| میلاد رفاقتی    | داوود                                           | مامور امنیتی                                |
| پریسا شاه‌رضایی  | فروغ                                            | وکیل معتمد مرجان                            |
| علی کاشانی      | کاوه شاهمیری                                    | پدر ناتنی سینا                              |
| یاسمن میرزایی   | شکوه سماواتی                                    | خواهر امیرعلی                               |
| ماهتیسا پسندیده | صبا سماواتی                                     | دختر امیرعلی و تلما                         |
| آرزو تهرانی     | نرگس سلمانی                                     | دوست پروانه                                 |
| اهورا گل عموپور |                                                 |                                             |
| احمدرضا هاشمی   |                                                 |                                             |